# Episodi di Metropolitan Police (diciannovesima stagione)
La diciannovesima stagione della serie televisiva Metropolitan Police è stata trasmessa in anteprima nel Regno Unito dalla Independent Television tra il 1º gennaio 2003 e il 31 dicembre 2003.
| nº  | Titolo originale         | Titolo italiano | Prima TV UK       | Prima TV Italia |
| --- | ------------------------ | --------------- | ----------------- | --------------- |
| 1   | Out of a Clear Blue Sky  |                 | 1º gennaio 2003   |                 |
| 2   | A Match Made in Hell     |                 | 2 gennaio 2003    |                 |
| 3   | Bad Taste                |                 | 8 gennaio 2003    |                 |
| 4   | A Smart Bomb             |                 | 9 gennaio 2003    |                 |
| 5   | Method to the Madness    |                 | 15 gennaio 2003   |                 |
| 6   | Controversial Approach   |                 | 16 gennaio 2003   |                 |
| 7   | Hard Liquor              |                 | 22 gennaio 2003   |                 |
| 8   | Cross Transfer           |                 | 23 gennaio 2003   |                 |
| 9   | Crackdown                |                 | 29 gennaio 2003   |                 |
| 10  | Thinking Out Loud        |                 | 30 gennaio 2003   |                 |
| 11  | Dropout Factory          |                 | 4 febbraio 2003   |                 |
| 12  | Without a Trace          |                 | 5 febbraio 2003   |                 |
| 13  | The Cat With Nine Lives  |                 | 6 febbraio 2003   |                 |
| 14  | False Pride              |                 | 12 febbraio 2003  |                 |
| 15  | Under Pressure           |                 | 13 febbraio 2003  |                 |
| 16  | The Darkest Hour         |                 | 26 febbraio 2003  |                 |
| 17  | Fraught with Danger      |                 | 27 febbraio 2003  |                 |
| 18  | Found                    |                 | 5 marzo 2003      |                 |
| 19  | The Nouveau Riche        |                 | 6 marzo 2003      |                 |
| 20  | Classroom Politics       |                 | 12 marzo 2003     |                 |
| 21  | Sleeping Dogs Lie        |                 | 13 marzo 2003     |                 |
| 22  | The Philadelphia Lawyer  |                 | 19 marzo 2003     |                 |
| 23  | Throw For a Loss         |                 | 20 marzo 2003     |                 |
| 24  | The Square Apple         |                 | 26 marzo 2003     |                 |
| 25  | Under the Thumb          |                 | 27 marzo 2003     |                 |
| 26  | Out of Your Depth        |                 | 2 aprile 2003     |                 |
| 27  | Juggernaut               |                 | 3 aprile 2003     |                 |
| 28  | Week by Week             |                 | 9 aprile 2003     |                 |
| 29  | Frail                    |                 | 10 aprile 2003    |                 |
| 30  | Grandstand               |                 | 16 aprile 2003    |                 |
| 31  | Disillusion              |                 | 17 aprile 2003    |                 |
| 32  | Rose-Coloured Glasses    |                 | 23 aprile 2003    |                 |
| 33  | Come Home to Roost       |                 | 24 aprile 2003    |                 |
| 34  | Surprise Surprise        |                 | 29 aprile 2003    |                 |
| 35  | Played Like a Fiddle     |                 | 30 aprile 2003    |                 |
| 36  | Moving Target            |                 | 1º maggio 2003    |                 |
| 37  | Laid to Rest             |                 | 7 maggio 2003     |                 |
| 38  | Turning Back the Clock   |                 | 15 maggio 2003    |                 |
| 39  | Charlie Foxtrot (Part 1) |                 | 20 maggio 2003    |                 |
| 40  | Charlie Foxtrot (Part 2) |                 | 21 maggio 2003    |                 |
| 41  | Boomerang (Part 1)       |                 | 22 maggio 2003    |                 |
| 42  | Boomerang (Part 2)       |                 | 29 maggio 2003    |                 |
| 43  | A Growing Concern        |                 | 4 giugno 2003     |                 |
| 44  | Rescue                   |                 | 5 giugno 2003     |                 |
| 45  | Security Risk            |                 | 11 giugno 2003    |                 |
| 46  | Underground Railroad     |                 | 12 giugno 2003    |                 |
| 47  | Written in the Stars     |                 | 18 giugno 2003    |                 |
| 48  | High Speed Chaos         |                 | 19 giugno 2003    |                 |
| 49  | Count Me Out             |                 | 25 giugno 2003    |                 |
| 50  | Out in the Open          |                 | 26 giugno 2003    |                 |
| 51  | Home Run (Part 1)        |                 | 2 luglio 2003     |                 |
| 52  | Home Run (Part 2)        |                 | 3 luglio 2003     |                 |
| 53  | A Man of Few Words       |                 | 9 luglio 2003     |                 |
| 54  | In High Demand           |                 | 10 luglio 2003    |                 |
| 55  | Bully                    |                 | 16 luglio 2003    |                 |
| 56  | Two Hours                |                 | 17 luglio 2003    |                 |
| 57  | Ruthless                 |                 | 23 luglio 2003    |                 |
| 58  | Under Fire               |                 | 24 luglio 2003    |                 |
| 59  | Professional Image       |                 | 30 luglio 2003    |                 |
| 60  | Sunday Driver            |                 | 31 luglio 2003    |                 |
| 61  | A Head on the Block      |                 | 6 agosto 2003     |                 |
| 62  | Pick Your Friends        |                 | 7 agosto 2003     |                 |
| 63  | Cheating                 |                 | 13 agosto 2003    |                 |
| 64  | A New Lease of Life      |                 | 14 agosto 2003    |                 |
| 65  | Silver to Grey           |                 | 20 agosto 2003    |                 |
| 66  | Step up to the Plate     |                 | 21 agosto 2003    |                 |
| 67  | Centre of Attraction     |                 | 27 agosto 2003    |                 |
| 68  | Bold as Brass            |                 | 28 agosto 2003    |                 |
| 69  | Power Trip               |                 | 2 settembre 2003  |                 |
| 70  | Ride the Tiger           |                 | 3 settembre 2003  |                 |
| 71  | The Law of the Jungle    |                 | 4 settembre 2003  |                 |
| 72  | Truth                    |                 | 10 settembre 2003 |                 |
| 73  | A Close Shave            |                 | 11 settembre 2003 |                 |
| 74  | Beware the Smiling Knife |                 | 17 settembre 2003 |                 |
| 75  | The Dirty Dozen          |                 | 18 settembre 2003 |                 |
| 76  | Hallmark Moment          |                 | 23 settembre 2003 |                 |
| 77  | Going Down in Flames     |                 | 24 settembre 2003 |                 |
| 78  | Salt of the Earth        |                 | 25 settembre 2003 |                 |
| 79  | Haunted (Part 1)         |                 | 2 ottobre 2003    |                 |
| 80  | Haunted (Part 2)         |                 | 8 ottobre 2003    |                 |
| 81  | Antecedent               |                 | 9 ottobre 2003    |                 |
| 82  | Fatality                 |                 | 15 ottobre 2003   |                 |
| 83  | Dead and Gone            |                 | 16 ottobre 2003   |                 |
| 84  | Writing on the Wall      |                 | 22 ottobre 2003   |                 |
| 85  | Lap of the Gods          |                 | 23 ottobre 2003   |                 |
| 86  | Better Late Than Never   |                 | 29 ottobre 2003   |                 |
| 87  | Fatal Consequences       |                 | 30 ottobre 2003   |                 |
| 88  | What's the Scoop?        |                 | 5 novembre 2003   |                 |
| 89  | Overdue Honeymoon        |                 | 6 novembre 2003   |                 |
| 90  | Live a Charmed Life      |                 | 12 novembre 2003  |                 |
| 91  | Close to Home            |                 | 13 novembre 2003  |                 |
| 92  | Doghouse                 |                 | 19 novembre 2003  |                 |
| 93  | Blaze of Glory           |                 | 20 novembre 2003  |                 |
| 94  | A Bleeding Heart         |                 | 26 novembre 2003  |                 |
| 95  | Shooting the Daggers     |                 | 27 novembre 2003  |                 |
| 96  | Forgive and Forget       |                 | 3 dicembre 2003   |                 |
| 97  | Twenty-Twenty Hindsight  |                 | 4 dicembre 2003   |                 |
| 98  | Pandora's Box            |                 | 10 dicembre 2003  |                 |
| 99  | Bulldozer                |                 | 11 dicembre 2003  |                 |
| 100 | Hit the Jackpot          |                 | 17 dicembre 2003  |                 |
| 101 | Tender Age               |                 | 18 dicembre 2003  |                 |
| 102 | On a Lonely Island       |                 | 23 dicembre 2003  |                 |
| 103 | Chasing the Dragon       |                 | 24 dicembre 2003  |                 |
| 104 | The Law                  |                 | 30 dicembre 2003  |                 |
| 105 | Lured in to the Trap     |                 | 31 dicembre 2003  |                 |